# Magische voorwerpen in Harry Potter
In de Harry Potter-boekenreeks van de Britse schrijfster J.K. Rowling worden veel magische voorwerpen gebruikt door de diverse personages. Hieronder volgt een overzicht van de magische voorwerpen uit de Harry Potter-serie.

## Communicatie

### Betoverde munten
Hermelien Griffel maakt in Harry Potter en de Orde van de Feniks gebruik van betoverde Galjoenen om te kunnen communiceren met de andere leden van de Strijders van Perkamentus. Ze betovert munten door gebruik te maken van de Proteusbezwering, hetgeen als extreem geavanceerde magie wordt beschouwd. Op de rand van elke munt staat een inscriptie waar normaliter een serienummer staat. Door op haar eigen exemplaar de inscriptie van de munt te bewerken zodat er een datum en tijdstip van de eerstvolgende bijeenkomst komt te staan wordt de inscriptie op elke munt aangepast, zodat alle leden op de hoogte gebracht worden. Ook in het zesde (Harry Potter en de Halfbloed Prins) en in het laatste deel van de reeks (Harry Potter en de Relieken van de Dood) worden de munten nog gebruikt om leden van de SVP bijeen te roepen.
In het zesde deel maakt ook Draco Malfidus gebruik van deze techniek, en ook hij gebruikt munten. Hij communiceert op deze manier met Madame Rosmerta, de bardame van De Drie Bezemstelen, die hij onder de Imperiusvloek hield, om op die manier de communicatierestricties die op Zweinstein zijn ingesteld te omzeilen. Malfidus geeft aan het idee te hebben overgenomen van de SVP.
Hermelien kwam op het idee om de Proteusbezwering te gebruiken door de Duistere Tekens van de Dooddoeners van Heer Voldemort.

### Brulbrief
Een Brulbrief (Engels: Howler) is een knalrode brief die op de voor tovenaars normale manier (met uilenpost) wordt verstuurd. Een Brulbrief wordt geschreven wanneer de schrijver zeer kwaad is op de geadresseerde. Wanneer de geadresseerde de brief opent hoort hij de afzender met magisch versterkte stem schreeuwend de brief voorlezen. Wanneer de geadresseerde de enveloppe niet opent, zal deze ontploffen en wordt de stem nog zwaarder versterkt, tot oorverdovend galmende kracht.
In Harry Potter en de Geheime Kamer ontvangt Ron Wemel een Brulbrief van zijn moeder omdat hij zijn vaders vliegende Ford Anglia heeft gestolen om ermee naar school te vliegen. In het derde deel krijgt ook Marcel Lubbermans een Brulbrief. Zijn grootmoeder stuurde hem er een omdat hij alle wachtwoorden voor de leerlingenkamer van Griffoendor had laten slingeren zodat Sirius Zwarts ongestoord toegang kreeg tot de slaapzaal waar onder meer Ron, Harry en Marcel slapen.
In Harry Potter en de Vuurbeker krijgt Hermelien er een van een boze lezer van de Ochtendprofeet, nadat roddeljournaliste Rita Pulpers een artikel over een vermeende driehoeksverhouding tussen haar, Viktor Kruml en Harry had gepubliceerd.
Ook Harry's tante, Petunia Duffeling, ontvangt een Brulbrief: in haar geval is de afzender Albus Perkamentus, die haar herinnert aan zijn laatste brief om te voorkomen dat Harry door haar en haar man uit huis wordt gezet.

## Verbergen

### Uitsteker
De Uitsteker (Engels: Put-Outer of Deluminator) is een door professor Perkamentus uitgevonden voorwerp dat eruitziet als een gewone aansteker, maar waarmee men lichtbronnen kan uitdoven. Eventueel kan de gebruiker licht ermee absorberen en het later weer naar de bron terugsturen. De Uitsteker wordt gebruikt wanneer iemand in het donker wil opereren en niet gezien wil worden.
De Uitsteker komt voor het eerst voor in de serie in het eerste deel, wanneer Perkamentus de eenjarige Harry, die net zijn ouders heeft verloren, aflevert bij zijn oom en tante. Perkamentus gebruikt de Uitsteker om de straatlantaarns aan de Ligusterlaan uit te doven zodat hij niet door dreuzels wordt gezien.
De Uitsteker wordt ook gebruikt in Harry Potter en de Orde van de Feniks. Perkamentus leende hem uit aan Alastor Dolleman, die hem gebruikte om de straatverlichting aan het Grimboudplein in Londen te doven. Perkamentus gebruikte de Uitsteker een jaar later weer zelf, toen hij Harry bij zijn oom en tante kwam ophalen om hem mee te nemen naar Het Nest.
Aan het begin van het laatste boek, na het overlijden van Perkamentus, wordt de Uitsteker nagelaten aan Ron Wemel. Dan blijkt dat het voorwerp meer kan dan alleen licht doven: het bleek ook te kunnen dienen als navigatiemiddel. Nadat Ron in een vlaag van woede was weggelopen bij Harry en Hermelien hielp de Uitsteker hem om hen weer terug te vinden. Ron gaf later aan Harry en Hermelien toe dat hij dacht dat Perkamentus had geweten dat hij bij zijn vrienden weg zou lopen, maar Harry corrigeert hem en zegt dat Perkamentus altijd had geweten dat Ron bij hen terug zou willen keren. J.K. Rowling verklaarde na het verschijnen van het laatste boek dat Perkamentus' achterliggende reden was dat hij dacht dat Ron iets meer een duwtje in de rug nodig had dan Harry en Hermelien.

## Duistere voorwerpen

### Hand van de Gehangene
De Hand van de Gehangene (Engels: Hand of Glory) is een voorwerp dat door Draco Malfidus wordt gebruikt in het zesde boek. In het tweede boek komt het al voor, wanneer Harry de hand ziet in de winkel van Odius & Oorlof aan de Verdonkeremaansteeg. De hand wordt dan omschreven als een "grote verschrompelde hand". Harry hoort dat de winkelmedewerker Malfidus vertelt dat er een kaars in de hand kan worden geplaatst, en dat die kaars dan alleen licht geeft aan de drager van de hand. Malfidus wil de hand hebben, maar zijn vader weigert de hand voor hem te kopen. Later blijkt Malfidus de hand dus toch in zijn bezit te hebben. Hij gebruikt hem onder meer om ongezien uit de Kamer van Hoge Nood te ontsnappen aan Ron en een aantal andere leden van de Strijders van Perkamentus.

### Andere duistere voorwerpen
- Verboden boeken, waaronder:
  - Sonnetten van een Tovenaar, een boek dat de lezer ertoe dwingt de rest van zijn leven rijmend te spreken
  - een boek dat de ogen van de lezer schroeit
  - een boek dat de lezer móét blijven lezen, hij of zij kan het onmogelijk wegleggen
- Niet nader genoemde objecten in de winkel van Odius & Oorlof:
  - met bloed besmeurde speelkaarten
  - een starend glazen oog
  - maskers met kwaadaardige gelaatsuitdrukkingen
  - menselijke botten
  - roestige, puntige voorwerpen
  - een lange lus van het touw van een galg
  - een opvallend en vervloekt halssnoer met grote opalen, dat al aan 19 dreuzels het leven heeft gekost en Katja Bell bijna doodde
- Voorwerpen die verkrijgbaar zijn aan de Verdonkeremaansteeg:
  - vergiftigde kaarsen
  - menselijke vingernagels
- Voorwerpen die te vinden zijn aan het Grimboudplein nummer 12:
  - een bijtende zilveren snuifdoos met knapperkorstpoeder
  - een spinachtig zilveren instrument dat eruitziet als een pincet met meerdere pootjes
  - een muziekdoos die een sinister maar meeslepend deuntje speelt dat de luisteraars in een diepe magische slaap brengt
  - een grote staande klok die grote bouten naar voorbijgangers gooit
  - een oude paarse mantel die er bijna in slaagde Ron Wemel te wurgen
  - een opvallende kristallen stopfles met een dieprode vloeistof erin, hoogstwaarschijnlijk bloed
  - klauwen
  - roestige dolken
  - opgerolde slangenhuid
  - een medaillon met een rijk bewerkte Z erin gegraveerd, later blijkt het een Gruzielement te zijn

## Detectoren

### Vijandsvizier
Een Vijandsvizier (Engels: Foeglass) is een spiegel die vijanden van de eigenaar laat zien. Wanneer de vijanden in de spiegel vaag zijn en het wit van hun ogen niet te zien is, zijn ze nog op veilige afstand. Zodra dat wel te zien is, zijn ze gevaarlijk dichtbij. Alastor Dolleman, de leraar Verweer Tegen de Zwarte Kunsten, vertelt Harry dat een Vijandsvizier niet altijd betrouwbaar is.
Zijn Vijandsvizier hangt later op onverklaarbare wijze in de Kamer van Hoge Nood waar de bijeenkomsten van de SVP gehouden worden.
Na publicatie van het zesde boek was er veel discussie over Severus Sneep en dan met name over aan wie hij nu trouw was - Voldemort of Perkamentus. De groep lezers die ervan overtuigd was dat Sneep aan de "goede" kant stond kwam tot die conclusie doordat Sneep als vijand van Bartolomeus Krenck Jr. verscheen toen die eigenaar was van het Vijandsvizier. Aangezien Krenck Jr. aan de zijde van Voldemort stond, moest Sneep wel aan de "goede" kant staan, aldus die lezers.

### Deugendetector
Een Deugendetector (Engels: Probity Probe) is een dun, langwerpig, goudkleurig metalen staafje dat verborgen magische objecten en spreuken die dienen om voorwerpen te verbergen kan aantonen. Het voorwerp komt voor het eerst voor in het zesde boek, wanneer Bill Wemel zegt dat er vanwege de enorm aangescherpte beveiligingen rijen van meer dan een uur staan bij Goudgrijp.
Na de terugkeer van Voldemort worden deugendetectoren ook gebruikt bij de ingang van Goudgrijp, de tovenaarsbank, als gevolg van de verscherpte veiligheidsmaatregelen. Ook Ron, Hermelien en Harry worden ermee gecontroleerd wanneer ze vermomd de bank binnengaan om de Beker van Huffelpuf uit de kluis van Bellatrix van Detta te stelen.

### Geheugensteen
Een Geheugensteen (Engels: Remembrall) is een kleine heldere, waarschijnlijk glazen bol, gevuld met rook. Deze rook wordt rood wanneer de eigenaar iets is vergeten. De bol laat helaas niet zien wát de eigenaar vergeten is, waardoor de Geheugensteen als niet bijzonder bruikbaar wordt beschouwd.
In het eerste boek krijgt de zeer vergeetachtige Marcel Lubbermans er een toegestuurd door zijn oma. De rook in de bol kleurt dan direct rood, maar Marcel weet niet meer wat hij vergeten is. Later in het boek, tijdens de eerste vliegles van de leerlingen, als Marcel samen met madame Hooch naar de ziekenzaal is, pakt Draco Malfidus de steen die Marcel heeft laten vallen, en dreigt de steen al vliegend op zijn bezemsteel weg te gooien.
In het zesde boek vertelt Marcel dat hij de steen is kwijtgeraakt.
Het gebruik van geheugenstenen is verboden tijdens de S.L.IJ.M.B.A.L.-examens, omdat de rook rood zou kunnen gaan kleuren wanneer de eigenaar een fout antwoord heeft opgeschreven.

### Teruggummer
Een Teruggummer (Engels: Revealer) is een felrode gum waarmee onzichtbare inkt zichtbaar gemaakt kan worden. Hermelien Griffel heeft er een gekocht voorafgaand aan haar tweede schooljaar. In haar tweede jaar gebruikt ze de gum om te controleren of er iets met onzichtbare inkt is geschreven in het dagboek van Marten Vilijn.

### Duisterdetectoren
De Duisterdetectoren (Engels: Dark Detector) zijn detectoren die voor het eerst hun opwachting maken in het vierde boek wanneer Harry voor het eerst in de werkkamer van professor Dolleman komt. Een van de detectoren is een hypocrietspriet en wordt omschreven als "iets dat wel wat leek op een gouden televisieantenne, met extra veel kronkels". De detector trilt wanneer deze leugens of het verzwijgen van de waarheid opvangt. Dolleman zegt tegen Harry dat de Duisterdetector niet bijzonder nuttig is op Zweinstein, omdat er veel te veel mensen aanwezig zijn die iets te verbergen hebben, bijvoorbeeld dat ze spieken of hun huiswerk niet hebben gemaakt. Echter, de Dolleman die Harry dat vertelde was in werkelijkheid Bartolomeus Krenck Jr. vermomd als Dolleman - iemand die dus zelf het nodige verborgen wilde houden en dientengevolgde zelf de Duisterdetector nutteloos maakte.

### Gluiposcoop
Ook een Gluiposcoop (Engels: Sneakoscope) fungeert als een detector voor Zwarte Kunsten. Dit voorwerp wordt omschreven als een kleine glazen tol die schril fluit wanneer hij misleidingen in zijn omgeving detecteert, bijvoorbeeld wanneer er een onbetrouwbaar persoon in de buurt is of wanneer er iemand liegt of bedriegt.
Harry krijgt een Gluiposcoop voor zijn dertiende verjaardag van zijn beste vriend Ron Wemel. Deze heeft hem in Egypte gekocht. Wanneer ze onderweg zijn naar Zweinstein in de Zweinsteinexpres begint de Gluiposcoop te fluiten, en later in het verhaal op de jongensslaapzaal gebeurt dat opnieuw. Dit blijkt te maken te hebben met het feit dat Schurfie, Rons rat (huisdier), in de buurt is. Schurfie is, zo blijkt later in het verhaal, in werkelijkheid Peter Pippeling, een verrader en een Faunaat (hij kan zichzelf naar believen in een rat transformeren).
In het vierde boek vertelt Dolleman aan Harry dat hij zijn eigen Gluiposcopen allemaal onklaar heeft gemaakt omdat ze maar bleven fluiten. Dit had uiteraard te maken met Dolleman zelf, die in werkelijkheid de duistere tovenaar Barto Krenck Jr. was.
In het laatste boek krijgt Harry een echte Gluiposcoop cadeau voor zijn zeventiende verjaardag van Hermelien. Deze Gluiposcoop wordt veel gebruikt door Harry, Ron en Hermelien wanneer ze later in het verhaal samen op jacht gaan naar de Gruzielementen van Voldemort.

### Klok van de familie Wemel
In het huis van de familie Wemel, Het Nest, hangt een heel bijzondere klok. De klok heeft negen wijzers, voor elk gezinslid een. De klok laat niet zien hoe laat het is, maar waar of in welke staat de familieleden zich bevinden. De in de boeken bekendgemaakte locaties zijn school, thuis, werk, op reis, verdwaald, ziekenhuis, gevangenis en levensgevaar. In de boeken is de familie Wemel de enige bekende familie met een dergelijke klok. Albus Perkamentus noemt de klok "prachtig" en lijkt ervan onder de indruk, hij suggereert in elk geval dat het een "extreem krachtig voorwerp" is.
De enige aanduiding waarvan de locatie op de klok bekend is die van "levensgevaar": deze bevindt zich bovenaan, op de plaats waar bij een normale klok het getal twaalf zou staan. Gedurende de eerste vijf boeken verplaatsen de wijzers van de negen Wemels zich continu, al naargelang hun verblijfplaats. Vanaf het zesde boek echter wijzen alle negen wijzers steeds naar "levensgevaar", behalve wanneer er iemand op reis is. Molly Wemel, Rons moeder, verklaart dit door te zeggen dat sinds Voldemorts terugkeer iederéén continu in levensgevaar is, niet alleen de familie Wemel. Ze kan het echter bij niemand controleren omdat ze niemand kent die net zo'n klok heeft.

## Spellen

### Fluimstenen
Fluimstenen (Engels: Gobstones) is een spel dat gespeeld wordt in de toverwereld. Het spel lijkt op pétanque en wordt gespeeld met fluimstenen, een soort van knikkers die een stinkende vloeistof in de gezichten van de verliezende partij spuwen. Studenten van Zweinstein spelen het spel ook, er bestaat zelfs een Fluimstenenclub binnen de school.

### Speelkaarten: Zelfschuddende kaarten en Knalpoker
Ook kaartspelen komen voor in de toverwereld. Ron bezit een kaartspel met zelfschuddende kaarten, zoals Harry ziet wanneer hij voorafgaand aan zijn tweede schooljaar bij Ron thuis op bezoek gaat.
In de Zweinsteinexpres wordt, onderweg naar school, vaak het spel Knalpoker gespeeld. De exacte spelregels worden nergens in de boeken beschreven, wel is bekend dat de speelkaarten op elk willekeurig moment kunnen ontploffen. Ron gebruikt deze speelkaarten ook om er een kaartenhuis mee te maken in het vierde schooljaar. Het gebruik van Knalpokerkaarten is hierbij extra spannend omdat het kaartenhuis elk moment kan ontploffen.

### Toverschaak
Toverschaak (Engels: Wizard Chess) wordt gespeeld met een schaakbord en schaakstukken die eruitzien als een gewoon schaakspel, maar in de toverwereld zijn de schaakstukken geanimeerd. De schaakspelers vertellen de schaakstukken waar ze naartoe moeten door de zetten hardop te zeggen (bijvoorbeeld "paard naar E5") en de schaakstukken gehoorzamen daaraan. Hoe vertrouwder een speler is met zijn stukken, hoe beter de schaakstukken gehoorzamen. Toen Harry voor het eerst toverschaak speelde met Ron, gebruikte hij schaakstukken die hij had geleend van Simon Filister. Deze schaakstukken gaven commentaar bij elke zet die Harry voorstelde. Harry krijgt later zijn eigen schaakstukken.
Ron heeft zijn schaakstukken van zijn opa gekregen, en hoewel hij klaagt dat zijn schaakstukken een afdankertje zijn, kent hij de stukken door en door en vertrouwen de stukken hem blindelings. Wanneer Harry, Ron en Hermelien aan het einde van hun eerste schooljaar op zoek gaan naar de Steen der wijzen komen ze oog in oog te staan met een levend schaakbord. Professor Anderling heeft de schaakstukken levend gemaakt ter bescherming van de Steen: om erlangs te kunnen moeten ze per se de schaakwedstrijd winnen.
Wanneer het ene geanimeerde schaakstuk het andere slaat, ontstaat er op het schaakbord een echt gevecht. Hermelien vindt toverschaak dan ook "barbaars".

## Foto's en portretten
In de Harry Potter-boeken kunnen de personen die zijn afgebeeld op magische portretten (ook de overleden personen) bewegen en communiceren met levende personen. Ook kunnen ze emotie tonen en bezitten ze nog hun oorspronkelijke persoonlijkheid. Sommige afgebeelde figuren kunnen andere afgebeelde figuren in andere portretten bezoeken, en weer anderen kunnen tussen hun eigen portretten (die op diverse locaties opgehangen kunnen zijn) heen en weer reizen om zodoende boodschappen over te brengen of een oogje in het zeil te houden. Op Zweinstein zijn veel van deze portretten te vinden. Hoe deze portretten worden gemaakt, dus of ze worden geschilderd door een tovenaar-schilder of anderszins worden gefabriceerd is niet bekend. Van magische foto's (met dezelfde eigenschappen) is bekend dat ze worden gemaakt door een normaal filmrolletje te ontwikkelen in een speciale magische ontwikkelvloeistof.
In de verhalen komen drie portretten voor die acties kunnen ondernemen die direct effect hebben op de wereld buiten de lijst van hun schilderij. Dit zijn het portret van de Dikke Dame, het portret van Ariana Perkamentus en het portret voor de ingang van de keuken van Zweinstein. Het portret van de Dikke Dame hangt voor de ingang van de leerlingenkamer van Griffoendor, en gaat alleen open wanneer degene die naar binnen wil het juiste wachtwoord weet.
Het portret van Ariana Perkamentus hangt in de woonkamer van haar broer Desiderius, en verbergt een geheime gang die van café de Zwijnskop naar de Kamer van Hoge Nood in Zweinstein loopt. Ariana kan vanuit haar schilderij naar de Kamer van Hoge Nood lopen om daar te melden dat er bezoekers zijn.
Het schilderij voor de ingang van de keukens van Zweinstein verbergt de ingang naar die keukens. Wanneer men de afgebeelde peer kietelt, verandert deze in een deurklink en kan men vrij naar binnen.
Afgebeelde personen kunnen vaak vrijuit tussen schilderijen bewegen, zodat ze kunnen gaan waar ze willen binnen het terrein van Zweinstein. Buiten de poorten van Zweinstein kunnen ze echter alleen reizen naar andere portretten van henzelf.
In het laatste deel van de serie vraagt Severus Sneep de overleden Albus Perkamentus door middel van zijn portret in de kamer van het schoolhoofd om hulp. Hieruit blijkt dat de afgebeelde personen in hun schilderij hun persoonlijkheid en herinneringen behouden. Het portret van Perkamentus huilt dan ook wanneer Harry Voldemort heeft verslagen.

### Portretten in de werkkamer van het schoolhoofd
De portretten die in de werkkamer van het schoolhoofd van Zweinstein hangen zijn allen afbeeldingen van voormalige schoolhoofden. Ze kunnen het huidige schoolhoofd adviseren en voelen zich door hun eer gebonden aan Zweinstein en aan het dienen van het huidige schoolhoofd (aldus voormalig schoolhoofd Armando Wafelaar).

De portretten:
- Firminus Nigellus Zwarts
- Armando Wafelaar
- Dina Deuvekater
- Everard
- Diederik Fanielje
- Albus Perkamentus
- Severus Sneep

### Andere portretten
- Heer Palagon
- Beatrijs (een vriendin van de Dikke Dame)
- Walburga Zwarts (Sirius' moeder) aan het Grimboudplein nummer 12
- Ariana Perkamentus in de Zwijnskop
- de zeemeermin in de badkamer van de klassenoudsten
- het schilderij voor de ingang van de keukens van Zweinstein
- Elfrida Clagg (Ministerie van Toverkunst)
- middeleeuwse Heler in het trappenhuis van St. Holisto
- het magische portret in de werkkamer van de Dreuzelpremier
- de kittens, geschilderd op porseleinen schoteltjes, die aan de muren van de werkkamer van Dorothea Omber hangen
- de Dronken Monniken

### Bewegende foto's
Magische foto's van personen hebben dezelfde magische eigenschappen als de geschilderde portretten: de afgebeelde figuren bewegen binnen de foto of verlaten zelfs de fotolijst. Net als de geschilderde portretten lijken ook de gefotografeerde personen niet ouder te worden.
Foto's die met een Dreuzelcamera zijn gemaakt kunnen magisch worden gemaakt door een magische ontwikkelvloeistof te gebruiken. Kasper Krauwel, een schoolgenoot van Harry Potter en een fervent fotograaf, hoort dit van een klasgenoot van hem in zijn slaapzaal. Op foto's afgebeelde personen lijken echter niet dezelfde emoties te tonen of dingen te doen als de "echte" personen zelf.
In kranten, tijdschriften en op chocokikkerkaartjes staan ook bewegende foto's. Dit komt diverse keren in de verhalen tot uiting, onder meer in het eerste deel (waarin Harry een bewegende afbeelding van Perkamentus ziet op een chocokikkerkaartje), het derde deel (waarin er een bewegende afbeelding van Sirius Zwarts op de voorpagina van de Ochtendprofeet staat) en in het vierde deel (waarin er een bewegende foto van Harry en Hermelien in de Ochtendprofeet verschijnt).
Op foto's afgebeelde personen lijken geen duidelijke connectie te hebben met de buitenwereld. Ze kunnen hun lijstje verlaten maar lijken verder niet te kunnen reizen tussen hun afbeeldingen of met andere gefotografeerde personen te kunnen communiceren.

## Toverdranken
Dit zijn enkele in de boeken vermelde relevante toverdranken.

### Levenselixer
Deze drank maakt de drinker ervan onsterfelijk, tenminste zolang hij of zij de drank blijft gebruiken. Nicolaas Flamel en zijn vrouw Perenelle werden ruim 650 jaar oud door deze drank steeds te drinken. Wanneer de drinker stopt met het drinken van het Levenselixer sterft hij binnen enkele dagen. Het Levenselixer wordt gemaakt met behulp van de Steen der Wijzen.

## Fopartikelen

### Andere
Behalve de fopartikelen die in de fopwinkel van Fred en George Wemel worden verkocht, komen er in de verhalen nog andere voorwerpen voor. Een veelgebruikt fopartikel is de mestbom, die vaak wordt gegooid om een (stinkende) afleidingsmanoeuvre te plaatsen. Ook stinkkorels worden vaak gebruikt met hetzelfde effect als de mestbom.
Ook komt de Fragmentatiefrisbee voor, dit is een gifgroene frisbee met scherpe tanden die door de conciërge van Zweinstein, Argus Vilder, op de lijst met "verboden artikelen" is geplaatst.
Andere fopartikelen zijn:
- neusbijtende theekopjes
- hikzeep
- neusbloednoga

## Opslag

### Dollemans magische hutkoffer
In het vierde boek komt de magische hutkoffer voor, die eigendom is van Alastor Dolleman. De koffer heeft zeven sloten met elk een eigen sleutel, die samen aan één sleutelbos zitten. Elke sleutel opent een eigen compartiment van de koffer met een eigen inhoud. Het belangrijkste compartiment van de koffer is het zevende. Dit compartiment is ongeveer drie meter diep en is gebruikt om de "echte" Dolleman te verbergen toen Bartolomeus Krenck Jr. zich voordeed als Dolleman.
De andere compartimenten van de koffer bevatten onder meer spreukenboeken, duisterdetectoren en Dollemans onzichtbaarheidsmantel.

### Hermeliens magisch verkleinende kralenhandtas

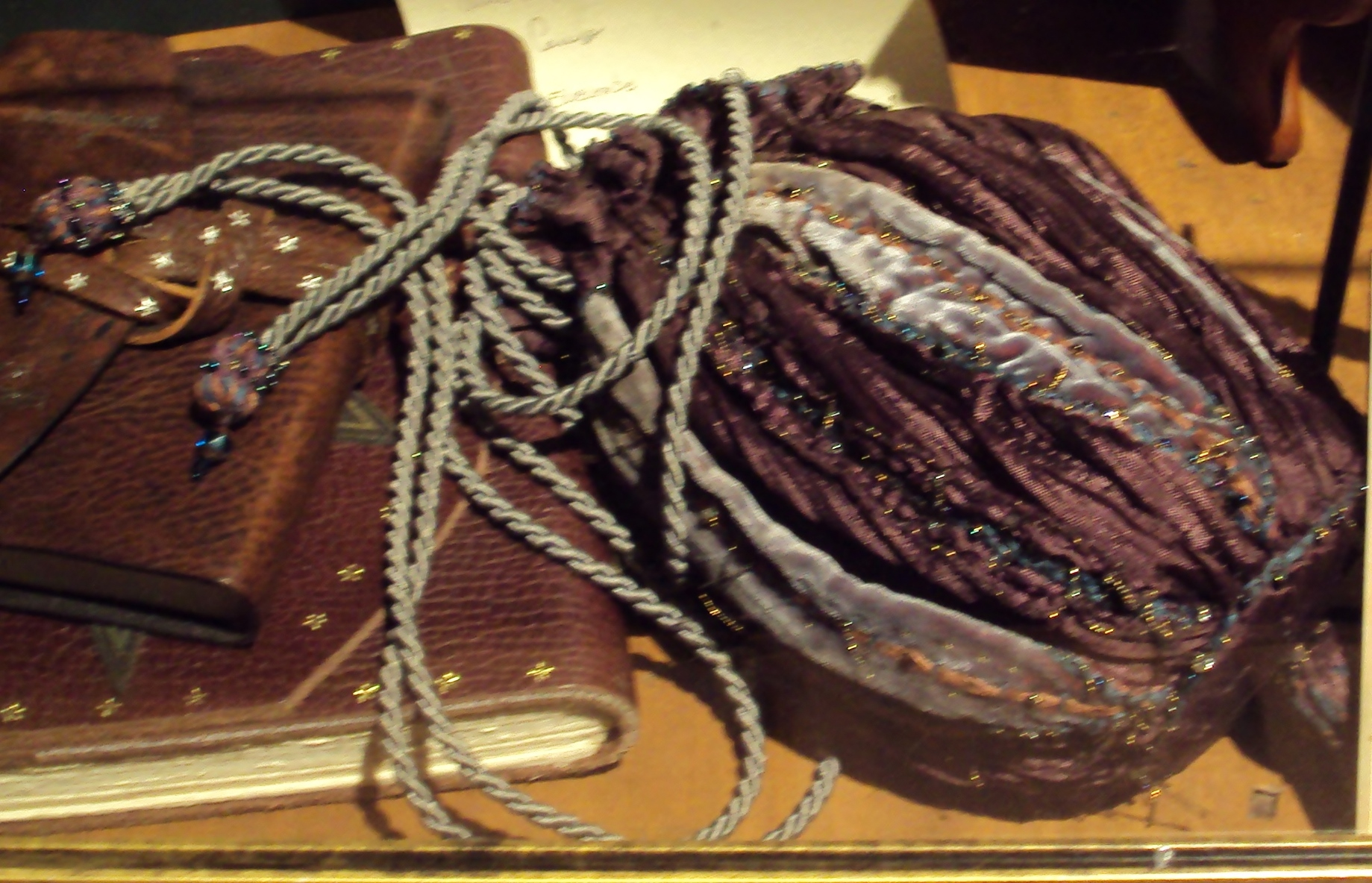
Hermelien Griffels kralen handtas

In het laatste deel uit de boekenserie gebruikt Hermelien Griffel een Onnaspeurbare Zwelspreuk op haar kralen handtasje zodat Harry, Ron en Hermelien alles wat ze nodig hebben kunnen meenemen wanneer ze op zoek gaan naar de resterende Gruzielementen van Voldemort. Haar (kleine) handtasje bevat dan onder meer kleding, diverse boeken, Wisseldrank, een tent, Harry's onzichtbaarheidsmantel en het schilderij uit Sirius' huis aan het Grimboudplein waarop Firminus Nigellus staat afgebeeld.
Wanneer Hermelien haar kralen handtasje laat vallen, is er dan ook een enorme dreun te horen, het enige waaruit blijkt dat er veel meer in zit dan men op het eerste gezicht zou denken.

## Schrijfartikelen

### Antispiekveer
De Antispiekveer is een schrijfveer waarover een antispiekspreuk is uitgesproken. Deze veer komt voor het eerst voor in het eerste boek. Hoewel het voorwerp niet voorkomt in de andere boeken is het aan te nemen dat hij gebruikt wordt voor alle examens die op Zweinstein worden afgenomen.

### Betweterveer
De Betweterveer (Engels: Auto-Answer Quill) is een veer die zelf de antwoorden op examenvragen en dergelijke weet en kan formuleren. Deze veer komt voor in het vijfde boek wanneer Harry en zijn klasgenoten hun S.L.IJ.M.B.A.L.-examens afleggen. Het is bij alle examens verboden deze veer te gebruiken.

### Bloedveer

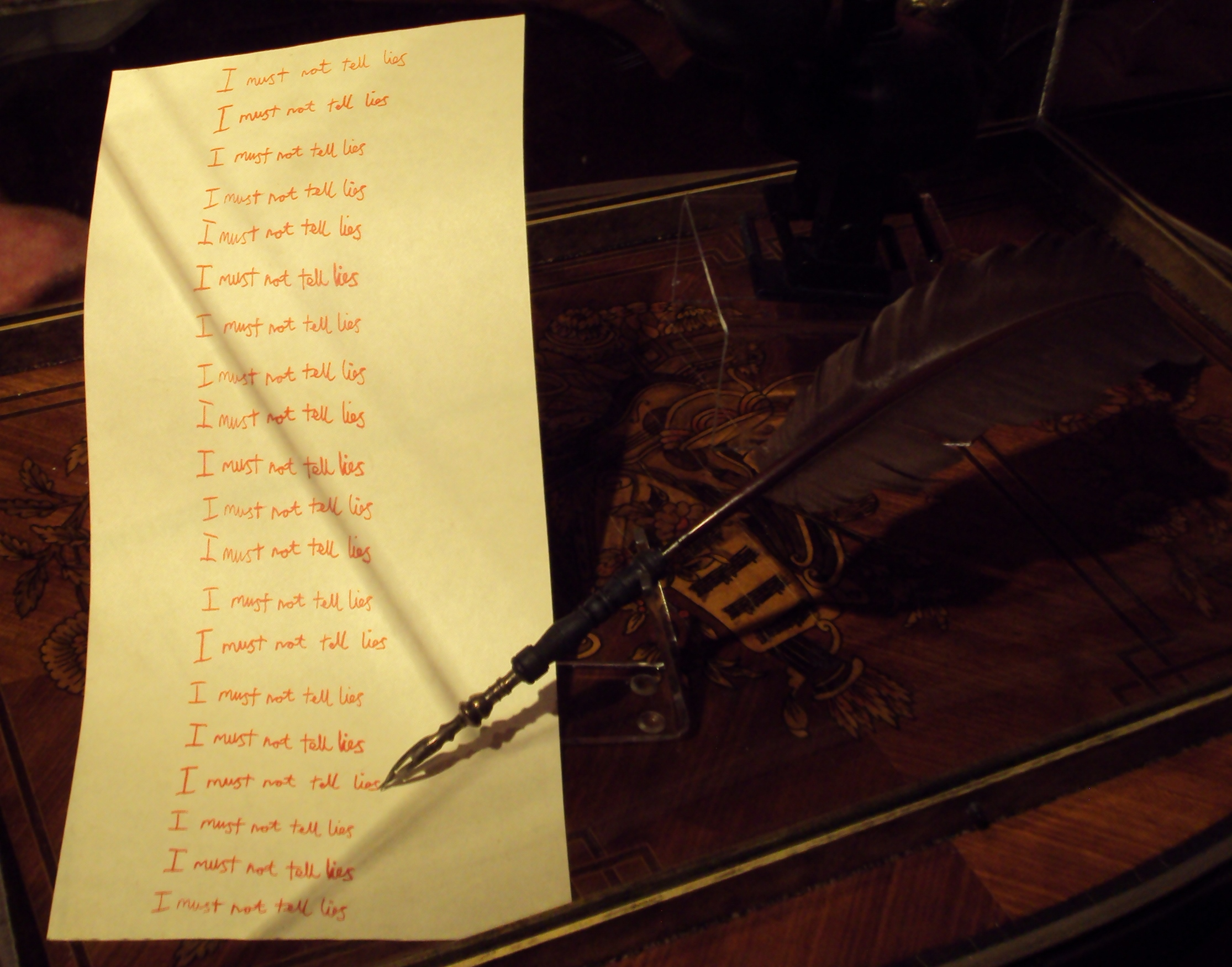
Bloedveer uit Harry Potter en de Vuurbeker

De Bloedveer (Engels: Black Quill) is een zwarte veer met een enorm scherpe punt, die gebruikt wordt door Dorothea Omber om haar leerlingen mee te martelen. Degene die met deze veer moet schrijven, schrijft namelijk niet met inkt, maar met zijn eigen bloed. De veer wordt "droog" op het perkament gezet, waarna er bloedrode letters verschijnen. De geschreven tekst verschijnt vervolgens ingekerfd op de rug van de hand van de schrijver.
In het vijfde boek moet Harry regelmatig nablijven bij Omber, en bij iedere keer dat hij moet nablijven moet hij "strafregels" schrijven. Na verloop van tijd staat de tekst "Ik mag niet liegen" dan ook permanent op de rug van zijn hand gekerfd.
Een andere leerling die te maken krijgt met de Bloedveer is Leo Jordaan. In de filmbewerking van het vijfde boek gebruikt Omber de veer voor alle leden van de Strijders Van Perkamentus.

### Fantaciteerveer

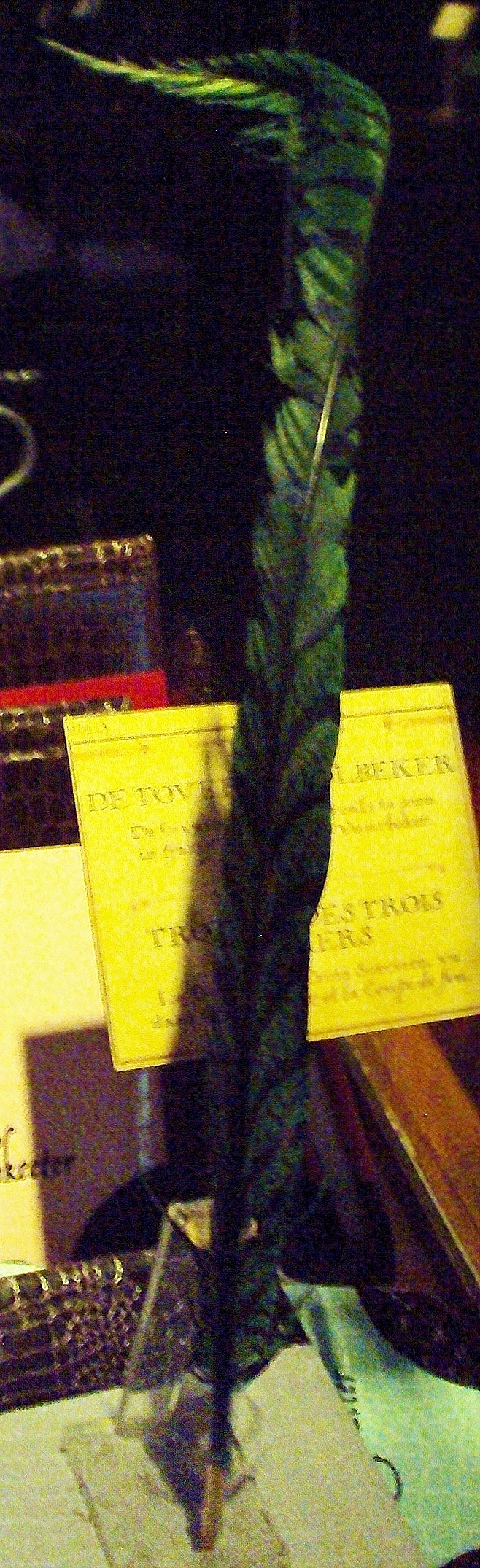
Fantaciteerveer

Een Fantaciteerveer (Engels: Quick-Quotes Quill) is een veer die roddeljournaliste Rita Pulpers gebruikt. De veer is gifgroen en schrijft op commando van Pulpers teksten die veel sappiger en melodramatischer zijn dan de originele antwoorden van de door haar geïnterviewde personen.
Pulpers gebruikt de veer onder meer voor het interview dat Harry haar geeft aan het begin van het Toverschool Toernooi in het vierde boek. Harry, die mee kan lezen met wat Pulpers opschrijft, probeert continu de door haar opgeschreven foute weergaven van de feiten te verbeteren maar Pulpers doet hier niets mee en negeert hem volledig.
In het laatste boek verschijnt er van de hand van Pulpers een boek over de dan drie maanden daarvoor vermoorde Albus Perkamentus. Pulpers geeft aan dat ze het boek zo snel heeft kunnen schrijven dankzij haar Fantaciteerveer.

## Andere niet gecategoriseerde objecten
Deze voorwerpen zijn niet te categoriseren aangezien ze de enige zijn op hun terrein.

### Prometerniaans Vuur
Prometerniaans Vuur (Engels: Gubraithian Fire) is een eeuwigbrandend vuur dat alleen door zeer ervaren en talentvolle tovenaars kan worden gemaakt. Het vuur wordt genoemd in het vijfde boek, wanneer de halfreuzen Rubeus Hagrid en Olympe Mallemour bij de nog in leven zijnde reuzen in Europa op bezoek zijn geweest om te trachten hen aan hun zijde te krijgen (en dus te voorkomen dat ze aan de zijde van Voldemort zullen gaan strijden). Hagrid geeft de Oppur, de hoofdreus, een tak met door Perkamentus ontstoken Prometerniaans Vuur. Die lijkt onder de indruk, maar helaas wordt de Oppur diezelfde nacht nog gedood door een andere reus die Hagrid en Madame Mallemour een heel stuk minder goed gezind lijkt, en is de gift dus voor niets geweest.

### Omniscoop
Een Omniscoop (Engels: Omnioculars) is een soort van magische verrekijker. Het voorwerp is van brons. Harry koopt er drie tijdens het WK Zwerkbal aan het begin van het vierde boek: een voor Ron, een voor Hermelien en een voor zichzelf.
Een Omniscoop is geen gewone verrekijker: men kan er gebeurtenissen mee terugspoelen en opnieuw bekijken, zelfs in slow motion, en men kan er geschreven commentaar bij krijgen. Een nadeel hiervan is dat men, wanneer men een gebeurtenis opnieuw bekijkt, dus niet ziet wat er op dat moment in werkelijkheid gebeurt.

### Fantastape
Fantastape (Engels: Spellotape) is magisch plakband. De Engelse naam "Spellotape" is een woordgrapje en is afgeleid van het meest bekende merk plakband in Engelstalige landen: Sellotape.
De tape komt in alle boeken voor, behalve in het laatste. Zo repareert Ron er zijn toverstaf mee, en Harry zijn boeken.